# ATP Challenger Tour 2020
Navigation
Saison 2019 Saison 2021
La saison 2020 de l'ATP Challenger Tour, circuit secondaire du tennis masculin professionnel organisé par l'ATP, comprend des tournois répartis en six catégories en fonction de leur dotation qui varie de 35 000 à 162 480 $ ou de 30 000 à 137 560 €.
Après les changements de la saison dernière, une nouvelle catégorie de tournois est créée : les Challenger 50 qui viennent faire la transition entre le circuit ITF et les tournois professionnels. Ils sont dotés de 35 000 $ ou 30 000 € et rapportent seulement 50 points ATP au vainqueur (contre 80 au minimum auparavant).

## Répartition des tournois

### Par catégorie
Les tournois sont répartis en six catégories en fonction de leur dotation et des points ATP qu'ils distribuent.
| Catégorie du tournoi | Nombre |
| -------------------- | ------ |
| ATP Challenger 125   | 10     |
| ATP Challenger 110   | 0      |
| ATP Challenger 100   | 10     |
| ATP Challenger 90    | 2      |
| ATP Challenger 80    | 36     |
| ATP Challenger 50    | 1      |

## Palmarès

### Janvier
| Date       | Tournoi                                                                             | Vainqueurs                                | Finalistes                                   | Score              |
| ---------- | ----------------------------------------------------------------------------------- | ----------------------------------------- | -------------------------------------------- | ------------------ |
| 6 janvier  | Apis Canberra International Canberra (déplacé à Bendigo) 162 480 $ – Dur – Tableaux | Philipp Kohlschreiber                     | Emil Ruusuvuori                              | 7-65, 4-6, 6-3     |
| 6 janvier  | Apis Canberra International Canberra (déplacé à Bendigo) 162 480 $ – Dur – Tableaux | Max Purcell Luke Saville                  | Jonathan Erlich Andrei Vasilevski            | 7-63, 7-63         |
| 6 janvier  | Internationaux BNP Paribas de Nouvelle-Calédonie Nouméa 81 240 $ – Dur – Tableaux   | Jeffrey John Wolf                         | Yuichi Sugita                                | 6-2, 6-2           |
| 6 janvier  | Internationaux BNP Paribas de Nouvelle-Calédonie Nouméa 81 240 $ – Dur – Tableaux   | Andrea Pellegrino Mario Vilella Martínez  | Luca Margaroli Andrea Vavassori              | 7-61, 3-6, [12-10] |
| 6 janvier  | Oracle Pro Series Ann Arbor Ann Arbor 54 160 $ – Dur (int.) – Tableaux              | Ulises Blanch                             | Roberto Cid Subervi                          | 3-6, 6-4, 6-2      |
| 6 janvier  | Oracle Pro Series Ann Arbor Ann Arbor 54 160 $ – Dur (int.) – Tableaux              | Robert Galloway Hans Hach Verdugo         | Nicolás Barrientos Alejandro Gómez           | 4-6, 6-4, [10-8]   |
| 13 janvier | Bangkok Open I Bangkok 54 160 $ – Dur – Tableaux                                    | Attila Balázs                             | Aslan Karatsev                               | 7-65, 0-6, 7-66    |
| 13 janvier | Bangkok Open I Bangkok 54 160 $ – Dur – Tableaux                                    | Andrey Golubev Aleksandr Nedovyesov       | Sanchai Ratiwatana Christopher Rungkat       | 3-6, 7-61, [10-5]  |
| 13 janvier | Bendigo Challenger Bendigo 54 160 $ – Dur – Tableaux                                | Steve Johnson                             | Stefano Travaglia                            | 7-62, 7-63         |
| 13 janvier | Bendigo Challenger Bendigo 54 160 $ – Dur – Tableaux                                | Nikola Čačić Denys Molchanov              | Marcelo Arévalo Jonny O'Mara                 | 7-63, 6-4          |
| 20 janvier | Bangkok Open II Bangkok 54 160 $ – Dur – Tableaux                                   | Federico Gaio                             | Robin Haase                                  | 6-1, 4-6, 4-2 ab.  |
| 20 janvier | Bangkok Open II Bangkok 54 160 $ – Dur – Tableaux                                   | Gonzalo Escobar Miguel Ángel Reyes-Varela | Gong Maoxin Zhang Ze                         | 6-3, 6-3           |
| 20 janvier | Open Blot de Rennes Rennes 46 600 € – Dur (int.) – Tableaux                         | Arthur Rinderknech                        | James Ward                                   | 7-5, 6-4           |
| 20 janvier | Open Blot de Rennes Rennes 46 600 € – Dur (int.) – Tableaux                         | Antonio Šančić Tristan-Samuel Weissborn   | Teymuraz Gabashvili Lukáš Lacko              | 7-5, 65-7, [10-7]  |
| 27 janvier | Oracle Challenger Series Newport Beach Newport Beach 162 480 $ – Dur – Tableaux     | Thai-Son Kwiatkowski                      | Daniel Elahi Galán                           | 6-4, 6-1           |
| 27 janvier | Oracle Challenger Series Newport Beach Newport Beach 162 480 $ – Dur – Tableaux     | Ariel Behar Gonzalo Escobar               | Antonio Šančić Tristan-Samuel Weissborn      | 6-2, 6-4           |
| 27 janvier | Caterpillar Burnie International Burnie 54 160 $ – Dur – Tableaux                   | Taro Daniel                               | Yannick Hanfmann                             | 6-2, 6-2           |
| 27 janvier | Caterpillar Burnie International Burnie 54 160 $ – Dur – Tableaux                   | Harri Heliövaara Sem Verbeek              | Luca Margaroli Andrea Vavassori              | 7-65, 7-64         |
| 27 janvier | Open Quimper Bretagne Occidentale Quimper 46 600 € – Dur (int.) – Tableaux          | Cem İlkel                                 | Maxime Janvier                               | 7-66, 7-5          |
| 27 janvier | Open Quimper Bretagne Occidentale Quimper 46 600 € – Dur (int.) – Tableaux          | Andrey Golubev Aleksandr Nedovyesov       | Ivan Sabanov Matej Sabanov                   | 6-4, 6-2           |
| 27 janvier | Punta Open Punta del Este 54 160 $ – Terre battue – Tableaux                        | Thiago Monteiro                           | Marco Cecchinato                             | 7-63, 66-7, 7-5    |
| 27 janvier | Punta Open Punta del Este 54 160 $ – Terre battue – Tableaux                        | Orlando Luz Rafael Matos                  | Juan Manuel Cerúndolo Thiago Agustín Tirante | 6-4, 6-2           |

### Février
| Date       | Tournoi                                                                                     | Vainqueurs                        | Finalistes                                    | Score              |
| ---------- | ------------------------------------------------------------------------------------------- | --------------------------------- | --------------------------------------------- | ------------------ |
| 3 février  | RBC Tennis Championships of Dallas Dallas 108 320 $ – Dur (int.) – Tableaux                 | Jurij Rodionov                    | Denis Kudla                                   | 7-5, 7-610         |
| 3 février  | RBC Tennis Championships of Dallas Dallas 108 320 $ – Dur (int.) – Tableaux                 | Dennis Novikov Gonçalo Oliveira   | Luis David Martínez Miguel Ángel Reyes-Varela | 6-3, 6-4           |
| 3 février  | NS Forest Products Launceston International Launceston 54 160 $ – Dur – Tableaux            | Mohamed Safwat                    | Alex Bolt                                     | 7-65, 6-1          |
| 3 février  | NS Forest Products Launceston International Launceston 54 160 $ – Dur – Tableaux            | Evan King Benjamin Lock           | Kimmer Coppejans Sergio Martos Gornés         | 3-6, 6-3, [10-8]   |
| 10 février | Bengaluru Tennis Open Bangalore 162 480 $ – Dur – Tableaux                                  | James Duckworth                   | Benjamin Bonzi                                | 6-4, 6-4           |
| 10 février | Bengaluru Tennis Open Bangalore 162 480 $ – Dur – Tableaux                                  | Purav Raja Ramkumar Ramanathan    | Matthew Ebden Leander Paes                    | 6-0, 6-3           |
| 10 février | Cleveland Open by Cleveland Clinic Cleveland 54 160 $ – Dur (int.) – Tableaux               | Mikael Torpegaard                 | Yosuke Watanuki                               | 6-3, 1-6, 6-1      |
| 10 février | Cleveland Open by Cleveland Clinic Cleveland 54 160 $ – Dur (int.) – Tableaux               | Treat Huey Nathaniel Lammons      | Luke Saville John-Patrick Smith               | 7-5, 6-2           |
| 10 février | Challenger Cherbourg-La Manche Cherbourg 46 600 € – Dur (int.) – Tableaux                   | Roman Safiullin                   | Roberto Marcora                               | 6-4, 6-2           |
| 10 février | Challenger Cherbourg-La Manche Cherbourg 46 600 € – Dur (int.) – Tableaux                   | Pavel Kotov Roman Safiullin       | Dan Added Albano Olivetti                     | 7-66, 5-7, [12-10] |
| 17 février | Trofeo Perrel - FAIP Bergame 46 600 € – Dur (int.) – Tableaux                               | Enzo Couacaud / Illya Marchenko   | Enzo Couacaud / Illya Marchenko               | Finale non jouée   |
| 17 février | Trofeo Perrel - FAIP Bergame 46 600 € – Dur (int.) – Tableaux                               | Zdeněk Kolář Julian Ocleppo       | Luca Margaroli Andrea Vavassori               | 6-4, 6-3           |
| 17 février | Koblenz Open Coblence 46 600 € – Dur (int.) – Tableaux                                      | Tomáš Macháč                      | Botic van de Zandschulp                       | 6-3, 4-6, 6-3      |
| 17 février | Koblenz Open Coblence 46 600 € – Dur (int.) – Tableaux                                      | Sander Arends David Pel           | Julian Lenz Yannick Maden                     | 7-64, 7-63         |
| 17 février | Challenger Banque Nationale de Drummondville Drummondville 54 160 $ – Dur (int.) – Tableaux | Maxime Cressy                     | Arthur Rinderknech                            | 64-7, 6-4, 6-4     |
| 17 février | Challenger Banque Nationale de Drummondville Drummondville 54 160 $ – Dur (int.) – Tableaux | Manuel Guinard Arthur Rinderknech | Roberto Cid Subervi Gonçalo Oliveira          | 7-64, 7-63         |
| 17 février | Morelos Open Credito Real Cuernavaca 54 160 $ – Dur – Tableaux                              | Jurij Rodionov                    | Juan Pablo Ficovich                           | 4-6, 6-2, 6-3      |
| 17 février | Morelos Open Credito Real Cuernavaca 54 160 $ – Dur – Tableaux                              | Luke Saville John-Patrick Smith   | Carlos Gómez-Herrera Shintaro Mochizuki       | 6-3, 64-7, [10-5]  |
| 24 février | Teréga Open Pau-Pyrénées Pau 92 040 € – Dur (int.) – Tableaux                               | Ernests Gulbis                    | Jerzy Janowicz                                | 6-3, 6-4           |
| 24 février | Teréga Open Pau-Pyrénées Pau 92 040 € – Dur (int.) – Tableaux                               | Benjamin Bonzi Antoine Hoang      | Simone Bolelli Florin Mergea                  | 6-3, 6-2           |
| 24 février | Calgary National Bank Challenger Calgary 81 240 $ – Dur (int.) – Tableaux                   | Arthur Rinderknech                | Maxime Cressy                                 | 3-6, 7-65, 6-4     |
| 24 février | Calgary National Bank Challenger Calgary 81 240 $ – Dur (int.) – Tableaux                   | Nathan Pasha Max Schnur           | Harry Bourchier Filip Peliwo                  | 7-64, 6-3          |
| 24 février | Oracle Pro Series Columbus Columbus 54 160 $ – Dur (int.) – Tableaux                        | Jeffrey John Wolf                 | Denis Istomin                                 | 6-4, 6-2           |
| 24 février | Oracle Pro Series Columbus Columbus 54 160 $ – Dur (int.) – Tableaux                        | Treat Huey Nathaniel Lammons      | Lloyd Glasspool Alex Lawson                   | 7-63, 7-64         |

### Mars
| Date   | Tournoi                                                                       | Vainqueurs                            | Finalistes                            | Score                                 |
| ------ | ----------------------------------------------------------------------------- | ------------------------------------- | ------------------------------------- | ------------------------------------- |
| 2 mars | Oracle Challenger Series Indian Wells Indian Wells 162 480 $ – Dur – Tableaux | Steve Johnson                         | Jack Sock                             | 6-4, 6-4                              |
| 2 mars | Oracle Challenger Series Indian Wells Indian Wells 162 480 $ – Dur – Tableaux | Denis Kudla Thai-Son Kwiatkowski      | Sebastian Korda Mitchell Krueger      | 6-3, 2-6, [10-6]                      |
| 2 mars | Abierto GNP Seguros Monterrey 108 320 $ – Dur – Tableaux                      | Adrian Mannarino                      | Aleksandar Vukic                      | 6-1, 6-3                              |
| 2 mars | Abierto GNP Seguros Monterrey 108 320 $ – Dur – Tableaux                      | Karol Drzewiecki Gonçalo Oliveira     | Orlando Luz Rafael Matos              | 65-7, 6-4, [11-9]                     |
| 9 mars | Nur-Sultan Challenger I Noursoultan 54 160 $ – Dur (int.) – Tableaux          | Arrêté au stade des quarts de finale. | Arrêté au stade des quarts de finale. | Arrêté au stade des quarts de finale. |
| 9 mars | Nur-Sultan Challenger I Noursoultan 54 160 $ – Dur (int.) – Tableaux          | Arrêté au stade des demi-finales.     |                                       |                                       |
| 9 mars | PotchOpen Potchefstroom 35 000 $ – Dur – Tableaux                             | Arrêté au stade des quarts de finale. | Arrêté au stade des quarts de finale. | Arrêté au stade des quarts de finale. |
| 9 mars | PotchOpen Potchefstroom 35 000 $ – Dur – Tableaux                             | Arrêté au stade des demi-finales.     |                                       |                                       |

### Suspension du circuit Challenger
En raison de la pandémie de coronavirus, le circuit Challenger est suspendu du 12 mars au 16 août.

### Août
| Date    | Tournoi                                                                              | Vainqueurs                               | Finalistes                       | Score         |
| ------- | ------------------------------------------------------------------------------------ | ---------------------------------------- | -------------------------------- | ------------- |
| 17 août | I.CLTK Prague Open by Moneta Prague 137 560 € – Terre battue – Tableaux              | Stanislas Wawrinka                       | Aslan Karatsev                   | 7-62, 6-4     |
| 17 août | I.CLTK Prague Open by Moneta Prague 137 560 € – Terre battue – Tableaux              | Pierre-Hugues Herbert Arthur Rinderknech | Zdeněk Kolář Lukáš Rosol         | 6-3, 6-4      |
| 17 août | Internazionali di Tennis Citta di Todi Todi 88 520 € – Terre battue – Tableaux       | Yannick Hanfmann                         | Bernabé Zapata Miralles          | 6-3, 6-3      |
| 17 août | Internazionali di Tennis Citta di Todi Todi 88 520 € – Terre battue – Tableaux       | Ariel Behar Andrey Golubev               | Elliot Benchetrit Hugo Gaston    | 6-4, 6-2      |
| 24 août | RPM Prague Open by Moneta Prague 137 560 € – Terre battue – Tableaux                 | Aslan Karatsev                           | Tallon Griekspoor                | 6-4, 7-66     |
| 24 août | RPM Prague Open by Moneta Prague 137 560 € – Terre battue – Tableaux                 | Sander Arends David Pel                  | André Göransson Gonçalo Oliveira | 7-5, 7-65     |
| 24 août | Internazionali di Tennis Citta di Trieste Trieste 88 520 € – Terre battue – Tableaux | Carlos Alcaraz                           | Riccardo Bonadio                 | 6-4, 6-3      |
| 24 août | Internazionali di Tennis Citta di Trieste Trieste 88 520 € – Terre battue – Tableaux | Ariel Behar Andrey Golubev               | Tristan Lamasine Hugo Gaston     | 6-4, 6-2      |
| 31 août | Ostrava Open by Moneta Ostrava 132 280 € – Terre battue – Tableaux                   | Aslan Karatsev                           | Oscar Otte                       | 6-4, 6-2      |
| 31 août | Ostrava Open by Moneta Ostrava 132 280 € – Terre battue – Tableaux                   | Artem Sitak Igor Zelenay                 | Karol Drzewiecki Szymon Walków   | 7-5, 6-4      |
| 31 août | Acqua Dolomia Serena Wines Tennis Cup Cordenons 88 520 € – Terre battue – Tableaux   | Bernabé Zapata Miralles                  | Carlos Alcaraz                   | 6-2, 4-6, 6-2 |
| 31 août | Acqua Dolomia Serena Wines Tennis Cup Cordenons 88 520 € – Terre battue – Tableaux   | Ariel Behar Andrey Golubev               | Andrés Molteni Hugo Nys          | 7-5, 6-4      |

### Septembre
| Date         | Tournoi                                                                          | Vainqueurs                     | Finalistes                        | Score            |
| ------------ | -------------------------------------------------------------------------------- | ------------------------------ | --------------------------------- | ---------------- |
| 7 septembre  | Open du Pays d'Aix Aix-en-Provence 132 280 € – Terre battue – Tableaux           | Oscar Otte                     | Thiago Seyboth Wild               | 6-2, 64-7, 6-4   |
| 7 septembre  | Open du Pays d'Aix Aix-en-Provence 132 280 € – Terre battue – Tableaux           | Andrés Molteni Hugo Nys        | Ariel Behar Gonzalo Escobar       | 6-4, 7-64        |
| 7 septembre  | Moneta Czech Open Prostějov 132 280 € – Terre battue – Tableaux                  | Kamil Majchrzak                | Pablo Andújar                     | 6-2, 7-65        |
| 7 septembre  | Moneta Czech Open Prostějov 132 280 € – Terre battue – Tableaux                  | Zdeněk Kolář Lukáš Rosol       | Sriram Balaji Divij Sharan        | 6-2, 2-6, [10-6] |
| 14 septembre | Concord Iasi Open Iași 88 520 € – Terre battue – Tableaux                        | Carlos Taberner                | Mathias Bourgue                   | 6-4, 7-64        |
| 14 septembre | Concord Iasi Open Iași 88 520 € – Terre battue – Tableaux                        | Rafael Matos João Menezes      | Treat Huey Nathaniel Lammons      | 6-2, 6-2         |
| 21 septembre | Internazionali di Tennis Città di Forlì Forlì 88 520 € – Terre battue – Tableaux | Lorenzo Musetti                | Thiago Monteiro                   | 7-62, 7-65       |
| 21 septembre | Internazionali di Tennis Città di Forlì Forlì 88 520 € – Terre battue – Tableaux | Tomislav Brkić Nikola Čačić    | Andrey Golubev Andrea Vavassori   | 3-6, 7-5, [10-3] |
| 21 septembre | Sibiu Open Sibiu 44 820 € – Terre battue – Tableaux                              | Marc-Andrea Hüsler             | Tomás Martín Etcheverry           | 7-5, 6-0         |
| 21 septembre | Sibiu Open Sibiu 44 820 € – Terre battue – Tableaux                              | Hunter Reese Jan Zieliński     | Robert Galloway Hans Hach Verdugo | 6-4, 6-2         |
| 28 septembre | Thindown Challenger Biella Biella 44 820 € – Terre battue – Tableaux             | Facundo Bagnis                 | Blaž Kavčič                       | 64-7, 6-4, ab.   |
| 28 septembre | Thindown Challenger Biella Biella 44 820 € – Terre battue – Tableaux             | Harri Heliövaara Szymon Walków | Lloyd Glasspool Alex Lawson       | 7-5, 6-3         |
| 28 septembre | Split Open Split 44 820 € – Terre battue – Tableaux                              | Francisco Cerúndolo            | Pedro Sousa                       | 4-6, 6-3, 7-64   |
| 28 septembre | Split Open Split 44 820 € – Terre battue – Tableaux                              | Treat Huey Nathaniel Lammons   | André Göransson Hunter Reese      | 6-4, 7-63        |

### Octobre
| Date       | Tournoi                                                                           | Vainqueurs                             | Finalistes                           | Score             |
| ---------- | --------------------------------------------------------------------------------- | -------------------------------------- | ------------------------------------ | ----------------- |
| 5 octobre  | Internazionali di tennis Emilia Romagna Parme 132 280 € – Terre battue – Tableaux | Frances Tiafoe                         | Salvatore Caruso                     | 6-3, 3-6, 6-4     |
| 5 octobre  | Internazionali di tennis Emilia Romagna Parme 132 280 € – Terre battue – Tableaux | Marcelo Arévalo Tomislav Brkić         | Ariel Behar Gonzalo Escobar          | 6-4, 6-4          |
| 5 octobre  | Sánchez-Casal Leotron Catalonia Cup Barcelone 44 820 € – Terre battue – Tableaux  | Carlos Alcaraz                         | Damir Džumhur                        | 4-6, 6-2, 6-1     |
| 5 octobre  | Sánchez-Casal Leotron Catalonia Cup Barcelone 44 820 € – Terre battue – Tableaux  | Szymon Walków Tristan-Samuel Weissborn | Harri Heliövaara Alex Lawson         | 6-1, 4-6, [10-8]  |
| 12 octobre | Alicante Ferrero Challenger Alicante 44 820 € – Terre battue – Tableaux           | Carlos Alcaraz                         | Pedro Martínez                       | 7-66, 6-3         |
| 12 octobre | Alicante Ferrero Challenger Alicante 44 820 € – Terre battue – Tableaux           | Enzo Couacaud Albano Olivetti          | Íñigo Cervantes Oriol Roca Batalla   | 4-6, 6-4, [10-2]  |
| 12 octobre | Lisboa Belem Open Lisbonne 44 820 € – Terre battue – Tableaux                     | Jaume Munar                            | Pedro Sousa                          | 7-63, 6-2         |
| 12 octobre | Lisboa Belem Open Lisbonne 44 820 € – Terre battue – Tableaux                     | Roberto Cid Subervi Gonçalo Oliveira   | Harri Heliövaara Zdeněk Kolář        | 7-65, 4-6, [10-4] |
| 19 octobre | Istanbul Challenger Ted Open Istanbul 104 160 $ – Dur – Tableaux                  | Ilya Ivashka                           | Martin Kližan                        | 6-1, 6-4          |
| 19 octobre | Istanbul Challenger Ted Open Istanbul 104 160 $ – Dur – Tableaux                  | Ariel Behar Gonzalo Escobar            | Robert Galloway Nathaniel Lammons    | 4-6, 6-3, [10-7]  |
| 19 octobre | Wolffkran Open Ismaning 44 820 € – Synthétique (int.) – Tableaux                  | Marc-Andrea Hüsler                     | Botic van de Zandschulp              | 63-7, 7-62, 7-5   |
| 19 octobre | Wolffkran Open Ismaning 44 820 € – Synthétique (int.) – Tableaux                  | Andre Begemann David Pel               | Lloyd Glasspool Alex Lawson          | 5-7, 7-62, [10-4] |
| 26 octobre | AnyTech365 Marbella Tennis Open Marbella 44 820 € – Terre battue – Tableaux       | Pedro Martínez                         | Jaume Munar                          | 7-64, 6-2         |
| 26 octobre | AnyTech365 Marbella Tennis Open Marbella 44 820 € – Terre battue – Tableaux       | Gerard Granollers Pedro Martínez       | Luis David Martínez Fernando Romboli | 6-3, 6-4          |
| 26 octobre | Tennis Challenger Hamburg by Tannenhof Hambourg 44 820 € – Dur (int.) – Tableaux  | Taro Daniel                            | Sebastian Ofner                      | 6-1, 6-2          |
| 26 octobre | Tennis Challenger Hamburg by Tannenhof Hambourg 44 820 € – Dur (int.) – Tableaux  | Marc-Andrea Hüsler Kamil Majchrzak     | Lloyd Glasspool Alex Lawson          | 6-3, 1-6, [20-18] |

### Novembre
| Date        | Tournoi                                                                        | Vainqueurs                                | Finalistes                                | Score              |
| ----------- | ------------------------------------------------------------------------------ | ----------------------------------------- | ----------------------------------------- | ------------------ |
| 2 novembre  | Challenger Eckental Eckental 88 520 € – Synthétique (int.) – Tableaux          | Sebastian Korda                           | Ramkumar Ramanathan                       | 6-4, 6-4           |
| 2 novembre  | Challenger Eckental Eckental 88 520 € – Synthétique (int.) – Tableaux          | Dustin Brown Antoine Hoang                | Lloyd Glasspool Alex Lawson               | 68-7, 7-5, [13-11] |
| 2 novembre  | Internazionali di tennis Città di Parma Parme 44 820 € – Dur (int.) – Tableaux | Cedrik-Marcel Stebe                       | Liam Broady                               | 6-4, 6-4           |
| 2 novembre  | Internazionali di tennis Città di Parma Parme 44 820 € – Dur (int.) – Tableaux | Grégoire Barrère Albano Olivetti          | Sadio Doumbia Fabien Reboul               | 6-2, 6-4           |
| 9 novembre  | Peugeot Slovak Open Bratislava 44 820 € – Dur (int.) – Tableaux                | Maximilian Marterer                       | Tomáš Macháč                              | 63-7, 6-2, 7-5     |
| 9 novembre  | Peugeot Slovak Open Bratislava 44 820 € – Dur (int.) – Tableaux                | Harri Heliövaara Emil Ruusuvuori          | Lukáš Klein Alex Molčan                   | 6-4, 6-3           |
| 9 novembre  | Atlantic Tire Championships Cary 52 080 $ – Dur – Tableaux                     | Denis Kudla                               | Prajnesh Gunneswaran                      | 3-6, 6-3, 6-0      |
| 9 novembre  | Atlantic Tire Championships Cary 52 080 $ – Dur – Tableaux                     | Teymuraz Gabashvili Dennis Novikov        | Luke Bambridge Nathaniel Lammons          | 7-5, 4-6, [10-8]   |
| 16 novembre | Sparkasse ATP Challenger Val Gardena Ortisei 44 820 € – Dur (int.) – Tableaux  | Ilya Ivashka                              | Antoine Hoang                             | 6-4, 3-6, 7-63     |
| 16 novembre | Sparkasse ATP Challenger Val Gardena Ortisei 44 820 € – Dur (int.) – Tableaux  | Andre Begemann Albano Olivetti            | Ivan Sabanov Matej Sabanov                | 6-3, 6-2           |
| 16 novembre | Orlando Open by Nemours Orlando 52 080 $ – Dur – Tableaux                      | Brandon Nakashima                         | Prajnesh Gunneswaran                      | 6-3, 6-4           |
| 16 novembre | Orlando Open by Nemours Orlando 52 080 $ – Dur – Tableaux                      | Andrey Golubev Aleksandr Nedovyesov       | Mitchell Krueger Jackson Withrow          | 7-5, 6-4           |
| 16 novembre | Challenger Ciudad de Guayaquil Guayaquil 52 080 $ – Terre battue – Tableaux    | Francisco Cerúndolo                       | Andrej Martin                             | 6-4, 3-6, 6-2      |
| 16 novembre | Challenger Ciudad de Guayaquil Guayaquil 52 080 $ – Terre battue – Tableaux    | Luis David Martínez Felipe Meligeni Alves | Sergio Martos Gornés Jaume Munar          | 6-0, 4-6, [10-3]   |
| 23 novembre | Lima Challenger Copa Claro Lima 44 820 $ – Terre battue – Tableaux             | Daniel Elahi Galán                        | Thiago Agustín Tirante                    | 6-1, 3-6, 6-3      |
| 23 novembre | Lima Challenger Copa Claro Lima 44 820 $ – Terre battue – Tableaux             | Íñigo Cervantes Oriol Roca Batalla        | Collin Altamirano Vitaliy Sachko          | 6-3, 6-4           |
| 23 novembre | São Paulo Open Tennis São Paulo 52 080 $ – Dur – Tableaux                      | Felipe Meligeni Alves                     | Frederico Ferreira Silva                  | 6-2, 7-61          |
| 23 novembre | São Paulo Open Tennis São Paulo 52 080 $ – Dur – Tableaux                      | Luis David Martínez Felipe Meligeni Alves | Rogério Dutra Silva Fernando Romboli      | 6-3, 6-3           |
| 30 novembre | Campeonato Internacional de Tenis Campinas 52 080 $ – Terre – Tableaux         | Francisco Cerúndolo                       | Roberto Carballés Baena                   | 6-4, 3-6, 6-3      |
| 30 novembre | Campeonato Internacional de Tenis Campinas 52 080 $ – Terre – Tableaux         | Sadio Doumbia Fabien Reboul               | Luis David Martínez Felipe Meligeni Alves | 67-7, 7-5, [10-7]  |
| 30 novembre | Maia Challenger Maia 44 820 € – Terre (int.) – Tableaux                        | Pedro Sousa                               | Carlos Taberner                           | 6-0, 5-7, 6-2      |
| 30 novembre | Maia Challenger Maia 44 820 € – Terre (int.) – Tableaux                        | Zdeněk Kolář Andrea Vavassori             | Lloyd Glasspool Harri Heliövaara          | 6-3, 6-4           |

## Statistiques
Dernière mise à jour : 07/12/2020

### En simple
| Joueur              | Nombre | Titres                       |
| ------------------- | ------ | ---------------------------- |
| Carlos Alcaraz      | 3      | Trieste, Barcelone, Alicante |
| Francisco Cerúndolo | 3      | Split, Guayaquil, Campinas   |
| Taro Daniel         | 2      | Burnie, Hambourg             |
| Marc-Andrea Hüsler  | 2      | Sibiu, Ismaning              |
| Ilya Ivashka        | 2      | Istanbul, Ortisei            |
| Steve Johnson       | 2      | Bendigo, Indian Wells        |
| Aslan Karatsev      | 2      | Prague II, Ostrava           |
| Arthur Rinderknech  | 2      | Rennes, Calgary              |
| Jurij Rodionov      | 2      | Dallas, Cuernavaca           |
| Jeffrey John Wolf   | 2      | Nouméa, Columbus             |

| Nombre | Pays |
| ------ | --- |
| 11     | États-Unis                                                                                               |
| 7      | Espagne                                                                                                  |
| 5      | Allemagne                                                                                                |
| 4      | Argentine                                                                                                |
| 3      | France, Russie, Suisse                                                                                   |
| 2      | Autriche, Biélorussie, Brésil, Italie, Japon                                                             |
| 1      | Australie, Colombie, Danemark, Égypte, Hongrie, Lettonie, Pologne, Portugal, République tchèque, Turquie |

### En double
| Joueur               | Nombre | Titres                                                |
| -------------------- | ------ | ----------------------------------------------------- |
| Andrey Golubev       | 6      | Bangkok I, Quimper, Todi, Trieste, Cordenons, Orlando |
| Ariel Behar          | 5      | Newport Beach, Todi, Trieste, Cordenons, Istanbul     |
| Gonzalo Escobar      | 3      | Bangkok II, Newport Beach, Istanbul                   |
| Harri Heliövaara     | 3      | Burnie, Biella, Bratislava                            |
| Treat Huey           | 3      | Cleveland, Columbus, Split                            |
| Zdeněk Kolář         | 3      | Bergame, Prostějov, Maia                              |
| Nathaniel Lammons    | 3      | Cleveland, Columbus, Split                            |
| Aleksandr Nedovyesov | 3      | Bangkok I, Quimper, Orlando                           |
| Gonçalo Oliveira     | 3      | Dallas, Monterrey, Lisbonne                           |
| Albano Olivetti      | 3      | Alicante, Parme, Ortisei                              |
| David Pel            | 3      | Coblence, Prague II, Ismaning                         |

| Nombre | Pays |
| ------ | --- |
| 10     | États-Unis |
| 8      | France |
| 6      | Kazakhstan |
| 5      | Pologne, Uruguay |
| 4      | Brésil, Pays-Bas |
| 3      | Allemagne, Équateur, Espagne, Finlande, Italie, Philippines, Portugal, République tchèque                                          |
| 2      | Australie, Autriche, Bosnie-Herzégovine, Mexique, Serbie, Venezuela                                                                |
| 1      | Argentine, Croatie, Inde, Monaco, Nouvelle-Zélande, République dominicaine, Russie, Salvador, Slovaquie, Suisse, Ukraine, Zimbabwe |